# 4714 Тойохіро
4714 Тойохіро (4714 Toyohiro) — астероїд головного поясу, відкритий 29 вересня 1989 року.
Тіссеранів параметр щодо Юпітера — 3,213.
Названо на честь Тойохіро (яп. とよひろ(豊寛) тойохіро).